# Palacio Mnebhi
El Palacio Mnebhi o Palacio Menebhi (en árabe: دار منبهي, romanizado: Dar Mnebhi, en francés: Palais Mnebhi), es un palacio de principios del siglo XX situado en Fes el Bali, la antigua medina de la ciudad de Fez. Además de su valor arquitectónico, es el lugar donde se firmó el Tratado de Fez en 1912. Se encuentra en la Rue Tala'a Seghira, una de las principales calles comerciales de la medina.

## Historia
El palacio fue construido por orden de Mehdi Mnebhi, ministro de Defensa del sultán Abd al-Aziz entre 1900 y 1908, quien también mandó a construir otro palacio en Marrakech que hoy alberga el Museo de Marrakech, a principios del siglo XX. En 1912, el palacio albergó la firma del Tratado de Fez, que estableció el protectorado francés de Marruecos. Más tarde sirvió como primera residencia del Residente General francés, Lyautey, aunque luego se trasladó a los palacios Dar al-Baida y Dar Batha al oeste. Más tarde sirvió como la primera sede del partido Istiqlal. Actualmente es un restaurante para grupos turísticos.

## Arquitectura
El palacio es uno de los más lujosamente decorados de la ciudad. Cuenta con un amplio salón de recepción con un alto techo abovedado de madera sostenido por cuatro columnas, así como una fuente de pared de gran tamaño decorada con mosaicos zellige.

## Galería
|                      |
| Entrada del palacio. |

|                                |
| Techo de la sala de recepción. |

|                          |
| Gran fuente del palacio. |

|                                        |
| Vista de una de las salas del palacio. |